# Ню Йорк Хералд Трибюн
„Ню Йорк Хералд Трибюн“ (на английски: New York Herald Tribune) е ежедневник в Ню Йорк, САЩ, основан през 1924 г. след обединяването на New York Tribune и New York Herald. Във вестника са печатали такива известни автори като Дороти Томпсън, Ред Смит, Ричард Уотс младши и Уолтър Кер. Прекратява дейността си през 1966 г.

## История на появяването
Вестниците New York Tribune и New York Herald са основани съответно през 1835 г. и 1841 г. Печатните издания съществено се отличават едно от друго. Докато „Хералд“ се издава като таблоид, а главният ѝ редактор Джеймс Гордън Бенет е член на демократическата партия и първосъздател на криминалната журналистика, то „Трибюн“ се развивала с помощта на Хорас Грили от партията на вигите (а по късно става республиканец) и на нейните страници преобладавал умерения и консервативен стил. До 1880-те години „Хералд“ в границите на Ню Йорк се радва на най-големия тираж (по-късно го изпреварва вестникът New York World, създаден от Джоузеф Пулицър), докато в същото време ежеседмичните публикации на „Трибюн“ се разпространявали по цялата територия на САЩ.
През 1870-те години, след смъртта на Грили популярността на „Трибюн“ рязко пада, вестникът възглавява Уайтло Рейд, който експлоатира изданието с цел да реализира собствените си амбиции в републиканската партия. „Хералд“, управляван от 1867 г. от Джеймс Гордън Бенет младши, продължила възхода си с равномерно увеличиване на тиража. Вестникът за разлика от конкурентите, много по-добре осветлявал международните новини, в частност кореспондентът Хенри Мортън Стенли бил командирован в Африка в търсене на знаменития пътешественик Дейвид Ливингстън. Уайтло умира през 1912 г. и оставя редакторството на сина си Огден Милса Рейд, който влага в развитието на вестника много сили и време, поради което тиражите постъпателно се увеличават. На мястото на Бенет през 1918 г. идва Франк Манси, известен с репутацията си на „колекционер на печатни издания“. През 1920-те години двата вестника тръгват по пътя на укрупняването, сливането се очаквало, но за удивление на обществеността през 1924 г. именно Рейд с по-малкия тираж на „Трибюн“ изкупува „Хералд“ от Манси, а не обратното, както се очаквало.

## Основна дейност
Новият вестник с името New York Herald Tribune не успява да генерира добър доход и през първите пет години балансира на ръба на банкрута, но през следващите две десетилетия популярността му стабилно расте и изданието се издига до лидерите на средствата за масова информация.

## Забележки
1. ↑  Trials of the Trib //   Тайм, 10 октября 1955.  Архивиран от оригинала на 2008-12-15. Посетен на 17 юли 2007. (на английски)